# Côte de Saint-Denis
De Côte de Saint-Denis is een helling uit de Belgische Provincie Henegouwen. De voet van de helling bevindt zich aan abdij en de watermolen van Saint-Denis.

## Wielrennen
De helling is opgenomen in de Cotacol Encyclopedie met de 1.000 zwaarste beklimmingen van België.